# Lythrypnus pulchellus
Lythrypnus pulchellus és una espècie de peix de la família dels gòbids i de l'ordre dels perciformes que es troba a la Península de Baixa Califòrnia (Mèxic) i el Golf de Califòrnia.
Els mascles poden assolir els 4,5 cm de longitud total.